# 85179 Meistereckhart
85179 Meistereckhart este un asteroid din centura principală de asteroizi.

## Descriere
85179 Meistereckhart este un asteroid din centura principală de asteroizi. A fost descoperit pe 11 octombrie 1990 la Tautenburg de Freimut Börngen și Lutz Dieter Schmadel. Asteroidul prezintă o orbită caracterizată de o semiaxă mare de 2,37 ua, o excentricitate de 0,18 și o înclinație de 1,8° în raport cu ecliptica.